# 1993
1993 (MCMXCIII) a fost un an obișnuit al calendarului gregorian, care a început într-o zi de vineri.

## Evenimente

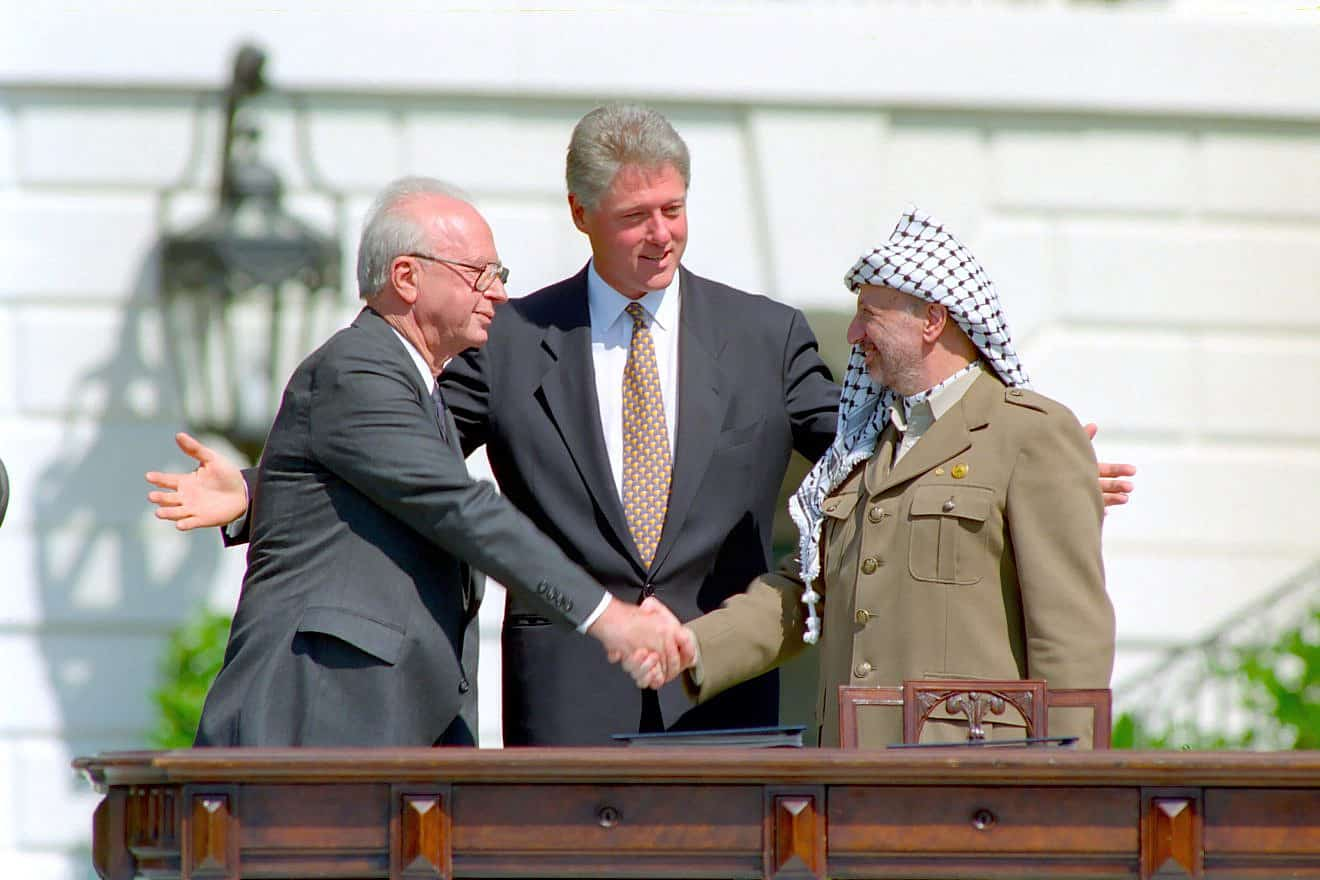
13 septembrie: Acordul de la Oslo: Yasser Arafat, Yitzhak Rabin și Bill Clinton.

17 februarie: Academia Română decide, prin votul nominal al membrilor săi, revenirea la grafia cu litera „â” în loc de „î”.

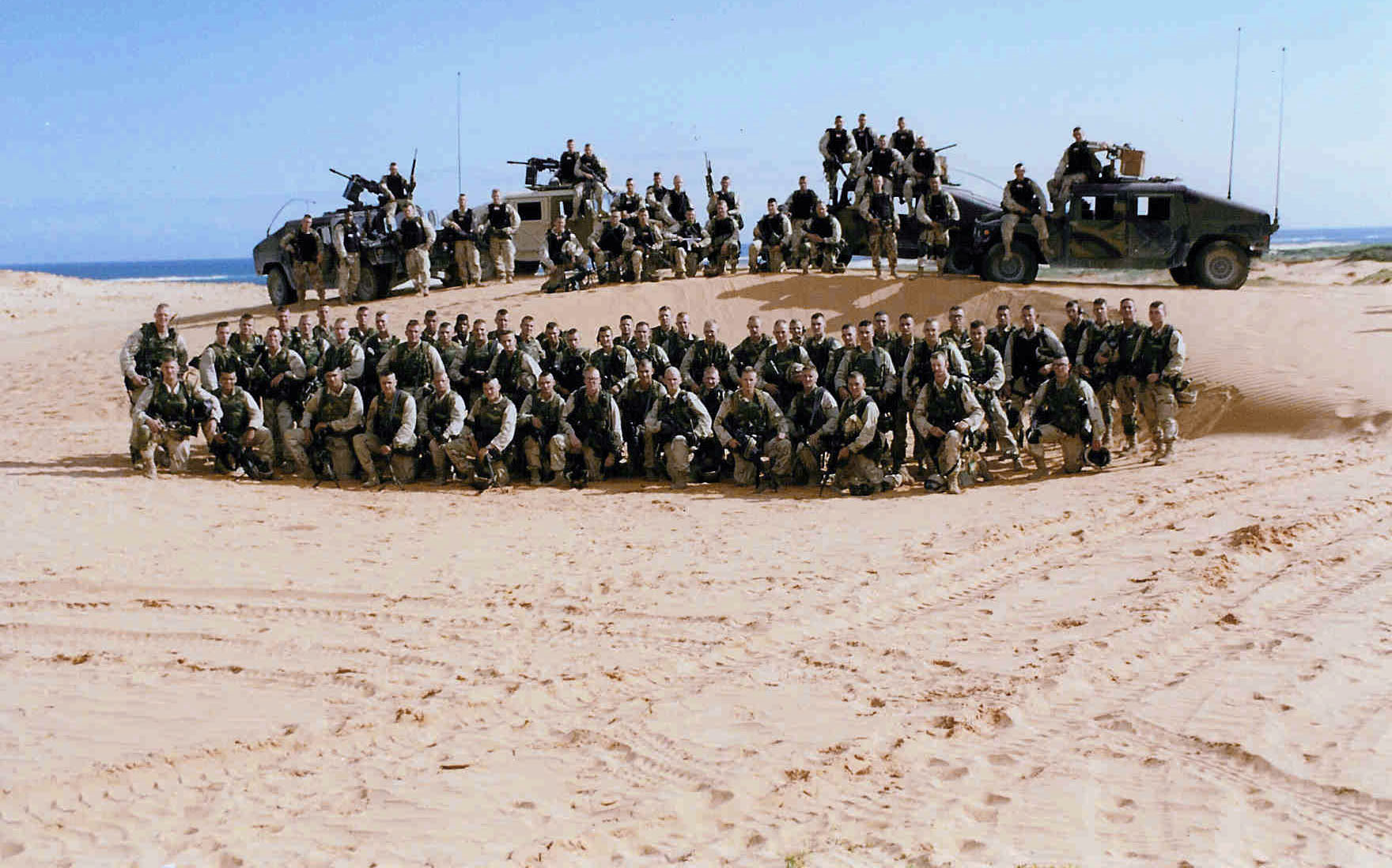
Intervenție americană în Somalia, în plin război civil în care populația suferă de foame. Moartea a 19 soldați americani și a aproximativ 200 de somalezi.

### Ianuarie
- 1 ianuarie: Scindarea federației cehoslovace în Republica Cehă și Slovacia.
- 2 ianuarie: În Germania, arhivele STASI sunt deschise publicului.
- 3 ianuarie: Moscova: Parafarea acordului de dezarmare strategică START II ce prevedea diminuarea în 10 ani cu două treimi a arsenalelor nucleare strategice ale Rusiei și SUA.
- 20 ianuarie: Democratul Bill Clinton a depus jurământul, fiind învestit drept al 42-lea președinte al Statelor Unite ale Americii.
- 26 ianuarie: Václav Havel a fost ales președinte al Cehiei

### Februarie
- 1 februarie: România semnează acordul de asociere cu Comunitățile Europene și statele membre ale acestora (Acordul European), baza legală a relațiilor româno-comunitare.
- 17 februarie: Academia Română decide, prin votul nominal al membrilor săi, revenirea la grafia cu litera „â” în loc de „î”, în anumite poziții din cuvânt și la scrierea cu „sunt”, „suntem”, sunteți” în loc de „sînt, sîntem, sînteți”. Decizia este criticată de unii lingviști și oameni de cultură care consideră că discuția asupra ortografiei a fost politizată fără argumente lingvistice reale. În practică, ambele siteme vor coexista.
- 26 februarie: A fost înregistrat primul atentat cu bombă la baza unuia din cele două turnuri ale ansamblului arhitectural World Trade Center.
- 26 februarie: Domeniul .ro este înregistrat în baza de date IANA.

### Martie
- 27 martie: Jiang Zemin devine președinte al Chinei. Este succesorul lui Yang Shangkun.

### Aprilie
- 6 aprilie: Un accident nuclear are loc la Tomsk 7 în Rusia.
- 8 aprilie: Macedonia este admisă ca membru ONU.
- 10 aprilie: Realizarea primei transmisii, printr-un radio-amator, a echipajului unei navete americane cu cel al altei navete spațiale. Un astronaut american al stației Discovery a schimbat câteva cuvinte cu un cosmonaut aflat la bordul stației orbitale ruse Mir.
- 14 aprilie: Regele Mihai renunță la vizita de Paște din România (la Timișoara) considerând umilitoare condițiile de Guvernul Văcăroiu.
- 15 aprilie: S-a lansat, prima dată, un post de radio al trustului Media Pro, Pro FM.
- 21 aprilie: Ministrul de finanțe destituie conducerea Gărzii Financiare în frunte cu generalul Gheorge Florică. Acesta susține că a deranjat SRI și câteva firme importante, afirmații dezmințite de SRI.[1] Dezvăluirile generalului vor duce, o lună mai târziu, la înființarea unei Comisii parlamentare de anchetare a cazurilor de corupție.
- 26 aprilie: Curtea Supremă de Justiție dă sentința în procesul membrilor fostului C.P.Ex., acuzați de complicitate la omor deosebit de grav și complicitate la tentativă de omor deosebit de grav, pentru care inculpațiii sunt condamnați la: Tudor Postelnicu - 7 ani închisoare și 8 ani interzicerea drepturilor, Ion Dincă - 15 ani închisoare și 7 ani interzicerea drepturilor, Emil Bobu și Manea Mănescu - 10 ani închisoare și 5 ani interzicerea drepturilor.[1]

### Mai
- 11 mai: Data înființării Partidul Democrat, succesor al FSN.
- 24 mai: Eritreea își câștigă independența față de Etiopia.
- 31 mai: Disoluția Dietei poloneze. Simplificarea reprezentării electorale limitează partidele care au obținut 5% din voturi.

### Iunie
- 6 iunie: În Mongolia se desfășoară primele alegeri prezidențiale directe.
- 16 iunie: Inaugurarea primului post privat de televiziune din România - „SOTI".
- 23 iunie: Biserica Catolică și Bisericile Ortodoxe adoptă Declarația de la Balamand, conform căreia unitatea creștinătății nu poate fi făcută cu forța.
- 28 iunie: Andrei Șerban, director al Teatrului Național București, își prezintă demisia din funcție, din cauza neînțelegerilor cu Ministerul Culturii.
- 29 iunie: Președintele Ion Iliescu cere guvernului să cerceteze condițiile încheierii afacerii Petromin.

### Iulie
- 1 iulie: Guvernul Văcăroiu introduce taxa pe valoarea adăugată (TVA), care înlocuiește impozitul pe circulația mărfurilor, prin OG 3/1992.
- 1 iulie: Comisia politică a Adunării Parlamentare a Consiliului Europei își dă avizul pentru admiterea României, ca membru cu drepturi depline, în Consiliul Europei.
- 2 iulie: FDSN și Partidul Socialist Democratic Român semnează protocolul de fuziune.
- 6 iulie: Guvernul Văcăroiu face cunoscut că a declanșat o acțiune judiciară împotriva lui Mihai de Hohenzollern, la Tribunalul de la Geneva în vederea recuperării a 42 de tablouri proprietate a statului român care, conform părerii guvernului, au fost scoase din țară de regele Mihai. Instanțele internaționale vor respinge acțiunea juridică inițiată de Guvernul Văcăroiu.[2]
- 9 iulie: Conferința Națională a Frontului Democrat al Salvării Naționale (FDSN) a hotărât schimbarea denumirii partidului în Partidul Democrației Sociale din România (PDSR). Se alege conducerea PDSR: Oliviu Gherman - președinte, Adrian Năstase - președinte executiv.
- 22 iulie: Ministrul apărării naționale Niculae Spiroiu anunță intenția de a-l trece în rezervă pe generalul Gheorghe Florică, fost comisar-șef al Gărzii Financiare, ca urmare a unor declarații politice despre corupția guvernului pe care acesta le-a făcut la Europa Liberă și la BBC.[3]
- 23 iulie: Delegația FMI nu finalizează acordul de împrumut pe 1993 între România și FMI.[3]
- 26 iulie: Începe vizita oficială a lui Ion Iliescu în patru țări latino-americane: Argentina, Uruguay, Chile și Columbia. Programul vizitei include întâlniri la nivel înalt și semnarea unor acorduri de cooperare.[3]
- 27 iulie: Reprezentanta Băncii Mondiale cere statului român să îndeplinească anumite obligații care ar asigura organismele financiare internaționale că economia României se redresează: regim valutar liberalizat, control al inflației, balanța de plăți echilibrată, dobânzi real-pozitive. Banca Mondială amână tranșele de împrumut pentru redresarea economiei românești.[3]

### August
- 4 august: Primul-ministru Nicolae Văcăroiu refuză negocierile cu minerii din Valea Jiului aflați în grevă generală din 2 august. S-au solicitat creșteri salariale pe care guvernul le consideră că depășesc posibilitățile financiare ale Regiei Autonome a Huilei, care este finanțată de la bugetul statului.[3]
- 10 august: Miron Cosma le vorbește minerilor despre obligația de a înceta greva și despre lipsa de resurse financiare a guvernului.
- 11 august: Mecanicii de locomotivă declară grevă generală, Sindicatul neîndeplinind însă obligația legală de a asigura 30% din traficul feroviar, producând perturbări și pagube considerabile.[4]
- 17 august: În urma negocierilor dintre Sindicate și Cotroceni, o parte din mecanicii de locomotivă reiau lucrul, alții continuă greva deși în 13 august Curtea Supremă de Justiție suspendase greva pe o durată de 80 de zile pentru că subminează ecomonia națională. Biroul Executiv al guvernului ia măsuri excepționale iar greva feroviarilor încetează.[5]
- 18 august: Liderii sindicali ai mecanicilor de locomotivă sunt audiați de Parchet sub acuzația de subminare a economiei naționale.[5] Peste câteva zile se vor desface contractele de muncă pentru 12 sindicaliști.[5]
- 18 august: Consiliul Minorităților propune inscripții bilingve în localitățile unde minoritățile reprezintă 10% din populație.

### Septembrie
- 13 septembrie: Organizația pentru Eliberarea Palestinei a decretat sărbătoare națională ziua de 13 septembrie, când, la Washington, Israelul și OEP au semnat acordul de autoguvernare palestiniană în Gaza și Ierihon.
- 17 septembrie: S-a lansat versiunea pan-europeană a Cartoon Network/TNT Classic Movies  (devenit TCM) .
- 21 septembrie: Începe criza constituțională rusă.
- 26 septembrie: Alain Prost își câștigă al patrulea titlu mondial în Formula 1.
- 29 septembrie: Un cutremur în Maharashtra, India provoacă în jur de 10.000 de decese.

### Octombrie
- 7 octombrie: România a fost primită în Consiliul Europei, în urma solicitării din 21 martie 1990, după ce în 1991 Parlamentul primise statut de invitat special la Adunarea Parlamentară a Consiliului și Guvernul primise un statut similar, în urma aderării la Convenția culturală europeană.
- 7 octombrie: Contestat de colegii de breaslă, Mircea Dinescu renunță la funcția de președinte al Uniunii Scriitorilor, dând publicității o „Scrisoare către prieteni”, document cu valoare de demisie.
- 12 octombrie: Camera Reprezentanților a Congresului SUA votează în unanimitate pentru ca România să beneficieze de clauza națiunii celei mai favorizate.
- 12 octombrie: Camerele reunite ale Parlamentului aleg prin vot secret directorul SRI, funcție pentru care există o singură candidatură: Virgil Măgureanu.

### Noiembrie
- 1 noiembrie: A luat ființă Uniunea Europeană, în urma Tratatului de la Maastricht.
- 9 noiembrie: Casa Regală transmite printr-un comunicat dorința regelui Mihai de a vizita România pentru a lua parte la festivitățile prilejuite de Ziua Națională a țării.
- 17 noiembrie: Ministerul Afacerilor Externe refuză să acorde viza de intrare în România a familiei regale.
- 23 noiembrie: La ora 21:00 a început să emită postul privat Antena 1.
- 29 noiembrie: Miting de proporții al sindicatelor (B.N.S., Alfa) în Piața Revoluției, unde se adună zeci de mii de persoane. Se aud lozinci antiguvernamentale și antiprezidențiale. Au loc mitinguri și în marile orașe ale țării.[6]

### Decembrie
- 1 decembrie: Puterea sărbătorește Ziua Națională la Alba Iulia, iar opoziția la București.
- 3 decembrie: A început să emită, la București, „Radio Romantic".
- 9 decembrie: Tiraspol: Sentința așa-numitului „tribunal al poporului transnistrean" în procesul grupului de patrioți, „grupul Ilașcu". Ilie Ilașcu este condamnat la moarte, iar ceilalți membri la închisoare între 2 și 15 ani. După opt ani de detenție și izolare, în mai 2001, Ilie Ilașcu va fi eliberat din închisoare.
- 30 decembrie: Israelul și Vaticanul stabilesc relații diplomatice.

## Arte, științe, literatură și filozofie
- 14 ianuarie: A apărut primul numar al revistei „Dilema", publicație editată de Fundația Culturală Română, avându-l ca editor-fondator pe Andrei Pleșu.
- Koichi Domoto formează trupa de muzică ușoară japoneză, Kinki Kids.
- Premiul Oscar pentru cel mai bun film este acordat peliculei Lista lui Schindler.

## Nașteri

### Ianuarie
- 6 ianuarie: Lil Reese, rapper american din Illinois
- 7 ianuarie: Jan Oblak, fotbalist sloven (portar)
- 11 ianuarie: Tatiana Gudkova, scrimeră rusă
- 11 ianuarie: Michael Vincent Keane, fotbalist englez
- 12 ianuarie: Zayn Malik (n. Zain Javadd Malik), cântăreț și compozitor britanic
- 13 ianuarie: Max Whitlock, sportiv britanic (gimnastică artistică)
- 16 ianuarie: WRS, cântăreț și compozitor român
- 16 ianuarie: Magnus Cort Nielsen, ciclist danez
- 17 ianuarie: Ádám Lang, fotbalist maghiar
- 18 ianuarie: Juan Fernando Quintero Paniagua, fotbalist columbian
- 19 ianuarie: João Mário (João Mário Naval da Costa Eduardo), fotbalist portughez
- 20 ianuarie: Nicholas Edward Choi, scrimer chinez
- 22 ianuarie: Netta Barzilai, cântăreață israeliană
- 23 ianuarie: Ryota Oshima, fotbalist japonez
- 26 ianuarie: Alexandru Cătălin Neagu, fotbalist român
- 27 ianuarie: Gheorghe Anton, fotbalist din R. Moldova
- 27 ianuarie: Yaya Sanogo, fotbalist francez (atacant)
- 27 ianuarie: Taro Daniel, jucător de tenis japonez
- 27 ianuarie: Gheorghe Anton, fotbalist moldovean
- 30 ianuarie: Andrei Vasile Muntean, sportiv român (gimnastică artistică)
- 30 ianuarie: Andrei Muntean (gimnast), gimnast român

### Februarie
- 2 februarie: Ravel Ryan Morrison, fotbalist britanic
- 3 februarie: Monica Mădălina Florea, sportivă română (alergare de fond)
- 3 februarie: Getter Jaani, cântăreață estoniană
- 3 februarie: András Szatmári, scrimer maghiar
- 3 februarie: Monica Mădălina Florea, alergătoare de fond română
- 4 februarie: Matej Mitrović, fotbalist croat
- 7 februarie: Toader-Andrei Gontaru, canotor român
- 9 februarie: Wataru Endo, fotbalist japonez
- 10 februarie: Mia Khalifa, actriță porno americană
- 11 februarie: Igor Dima, fotbalist din R. Moldova (atacant)
- 12 februarie: Rafinha Alcántara do Nascimento, fotbalist brazilian
- 12 februarie: Giorgos Katidis, fotbalist grec
- 12 februarie: Jennifer Stone, actriță americană
- 13 februarie: Uroš Spajić, fotbalist sârb
- 16 februarie: Vlad Gherman, actor român
- 16 februarie: Mike Weinberg, actor american
- 19 februarie: Mauro Icardi (Mauro Emanuel Icardi Rivero), fotbalist argentinian (atacant)
- 21 februarie: Andrada Maior Pașca, handbalistă română
- 26 februarie: Jesé (Jesé Rodríguez Ruiz), fotbalist spaniol (atacant)
- 27 februarie: Alphonse Francis Areola, fotbalist francez (portar)
- 28 februarie: Emmelie de Forest, cântăreață daneză

### Martie
- 1 martie: Juan Bernat Velasco, fotbalist spaniol
- 2 martie: Maria Yaremchuk, cântăreață ucraineană
- 3 martie: Antonio Rüdiger, fotbalist german
- 4 martie: Q22351214, jucătoare de tenis mexicană
- 5 martie: Frederico Rodrigues Santos, fotbalist brazilian
- 8 martie: Ergys Kaçe, fotbalist albanez
- 9 martie: Zakaria Labyad, fotbalist marocano-neerlandez
- 11 martie: Roman Șumchin, fotbalist din R. Moldova (atacant)
- 15 martie: Paul Labile Pogba, fotbalist francez
- 15 martie: Diego Carlos, fotbalist brazilian
- 15 martie: Aleksandra Krunić, jucătoare de tenis sârbă
- 17 martie: Simon Sluga, fotbalist croat (portar)
- 18 martie: Branko Jovičić, fotbalist sârb
- 18 martie: Constantin Nica, fotbalist român
- 19 martie: Hakim Ziyech, fotbalist marocano-neerlandez
- 20 martie: Sloane Stephens, jucătoare americană de tenis
- 21 martie: María Ólafsdóttir, cântăreață islandeză
- 25 martie: Leonardo Spinazzola, fotbalist italian
- 28 martie: Matija Nastasić, fotbalist sârb
- 29 martie: Thorgan Hazard, fotbalist belgian
- 30 martie: Anitta (Larissa de Macedo Machado), muziciană braziliană
- 30 martie: Anitta, muziciană braziliană

### Aprilie
- 3 aprilie: Cristian Gavra, fotbalist român (atacant)
- 3 aprilie: João Pedro Almeida Machado, fotbalist portughez
- 10 aprilie: Sofia Carson (n. Sofia Daccarett Char), cântăreață și actriță americană
- 11 aprilie: Florin Andone, fotbalist român (atacant)
- 14 aprilie: Getter (Tanner Petulla), muzician american
- 15 aprilie: Florentin Matei, fotbalist român
- 15 aprilie: Andrei Burcă, fotbalist român
- 16 aprilie: Filip Mrzljak, fotbalist croat
- 17 aprilie: Baudouin Kanda (Baudouin Tshitungi Dieudonne Kanda), fotbalist român
- 17 aprilie: Baudouin Kanda, fotbalist român
- 20 aprilie: Ryosuke Yamanaka, fotbalist japonez
- 24 aprilie: Alina Komașciuk, scrimeră ucraineană
- 25 aprilie: Raphaël Varane, fotbalist francez
- 25 aprilie: George Tănase, umorist român
- 29 aprilie: Andrei Ovidiu Marc, fotbalist român
- 30 aprilie: Laura Coman, sportivă română (tir)

### Mai
- 5 mai: Adelina Pastor, atletă română
- 5 mai: Ștefan Adrian Popescu, fotbalist român
- 7 mai: Mihai Popescu, fotbalist
- 7 mai: Ajla Tomljanović, jucătoare de tenis croată
- 7 mai: Nicolae Stanciu, fotbalist român
- 10 mai: Tímea Babos, jucătoare de tenis maghiară român
- 7 mai: Nicolae Claudiu Stanciu, fotbalist român
- 11 mai: Elena Lavinia Târlea, canotoare română
- 13 mai: Romelu Menama Lukaku, fotbalist belgian (atacant)
- 13 mai: Debby Ryan, actriță americană
- 14 mai: Miranda Cosgrove, actriță și cântăreață americană
- 14 mai: Kristina Mladenovic, jucătoare de tenis franceză
- 15 mai: Tomáš Kalas, fotbalist ceh
- 15 mai: IU, cântăreață și actriță din Coreea de Sud
- 22 mai: Dara (Nicoleta Darabană), cântăreață din R. Moldova
- 29 mai: Richard Carapaz, ciclist ecuadorian
- 30 mai: Sean McDermott, fotbalist irlandez (portar)

### Iunie
- 5 iunie: Alina Rotaru, sportivă română
- 6 iunie: Lóránt Kovács, fotbalist român de etnie maghiară
- 6 iunie: Lorant Kovacs, fotbalist român
- 7 iunie: George Ezra Barnett, cântăreț britanic
- 9 iunie: Lidia Buble, cântăreață română
- 14 iunie: António Conceição da Silva Oliveira (aka Toni Conceição), fotbalist și antrenor portughez
- 14 iunie: Gunna, rapper și cântăreț american
- 21 iunie: Reni Takagi, cântăreață japoneză
- 21 iunie: Dylan Groenewegen, ciclist olandez
- 22 iunie: Loris Sven Karius, fotbalist german (portar)
- 22 iunie: Andra Matei, interpretă română de muzică populară
- 24 iunie: Maxim Dubarenco, jucător de tenis din R. Moldova
- 26 iunie: Ariana Grande-Butera, cântăreață americană
- 27 iunie: Raphael Andrei Stănescu, fotbalist român

### Iulie

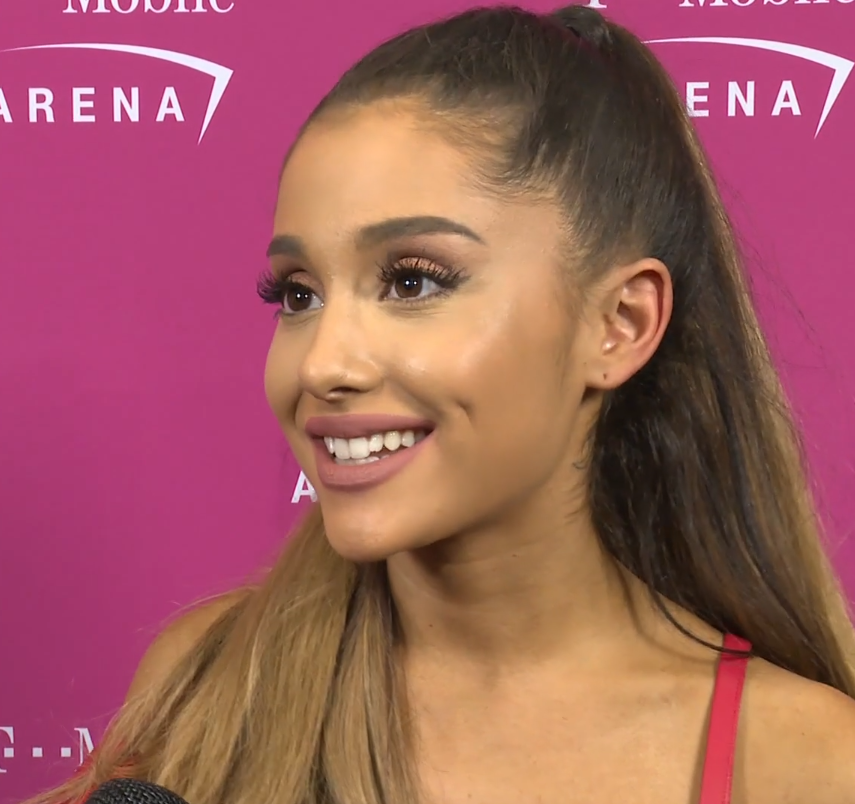
Ariana Grande

- 1 iulie: Raini Rodriguez, actriță și cântăreață americană
- 3 iulie: Mădălina Bereș, canotoare română
- 4 iulie: Mate Pavić, jucător de tenis croat
- 5 iulie: Neluț Roșu, fotbalist român
- 6 iulie: Jefté Betancor, fotbalist spaniol
- 8 iulie: Aimee Kelly, actriță britanică
- 8 iulie: Ergys Kaçe, fotbalist albanez
- 10 iulie: Mădălina Bellariu Ion, actriță română
- 12 iulie: Ibrahima Tandia, fotbalist francez
- 12 iulie: Djohar Anzorovici Țarnaev, terorist kirghiz
- 12 iulie: Ștefania Vătafu, fotbalistă română
- 13 iulie: Debby Ryan, actriță americană de film
- 16 iulie: Oscar Otte, jucător de tenis german
- 18 iulie: Nabil Fekir, fotbalist francez
- 20 iulie: Lucas Digne, fotbalist francez
- 21 iulie: Ester Peony, solistă româno-canadiană
- 22 iulie: Djohar Țarnaev, luptător american
- 28 iulie: Harry Edward Kane, fotbalist englez (atacant)
- 28 iulie: Cher Lloyd, cântăreață britanică
- 29 iulie: Sandro Bazadze, scrimer georgian
- 29 iulie: Nicole Melichar-Martinez, jucătoare de tenis americană
- 30 iulie: André Gomes (André Filipe Tavares Gomes), fotbalist portughez

### August

Liam Payne

- 1 august: Eliza Buceschi, handbalistă română
- 1 august: Mariano Díaz Mejia, fotbalist spaniol (atacant)
- 1 august: Vlad Morar, fotbalist român (atacant)
- 1 august: Demi Schuurs, jucătoare de tenis olandeză
- 2 august: Jaromír Zmrhal, fotbalist ceh
- 3 august: Yurina Kumai, cântăreață japoneză
- 4 august: Saido Berahino, fotbalist britanic de etnie burundeză (atacant)
- 4 august: Giovanni Di Lorenzo, fotbalist italian
- 8 august: Julien Bègue, fotbalist francez
- 9 august: Rydel Lynch, muziciană americană
- 13 august: Kamil Ibraghimov, scrimer rus
- 14 august: Andrei Artean, fotbalist român
- 15 august: Alex Oxlade-Chamberlain (Alexander Mark David Oxlade-Chamberlain), fotbalist englez
- 16 august: Diego Llorente (Diego Javier Llorente Ríos), fotbalist spaniol
- 16 august: Kento Hashimoto, fotbalist japonez
- 17 august: Ederson (Ederson Santana de Moraes), fotbalist brazilian (portar)
- 17 august: Cristian Albu, fotbalist român
- 23 august: Richard Gadze, fotbalist ghanez (atacant)
- 26 august: Marko Livaja, fotbalist croat (atacant)
- 29 august: Liam Payne, cântăreț și compozitor britanic (d.2024)
- 30 august: Paco Alcácer (Francisco Alcácer García), fotbalist spaniol (atacant)

### Septembrie
- 1 septembrie: Sergio Rico González, fotbalist spaniol (portar)
- 2 septembrie: Ljuban Crepulja, fotbalist croat
- 3 septembrie: Dominic Thiem, jucător austriac de tenis
- 4 septembrie: Yannick Ferreira Carrasco, fotbalist belgian (atacant)
- 4 septembrie: Aslan Karațev, jucător de tenis rus
- 9 septembrie: Charlie Stewart, actor american
- 10 septembrie: Ruggero Pasquarelli, prezentator, actor și cântăreț italian
- 13 septembrie: Alexandru Mihail Băluță, fotbalist român
- 13 septembrie: Niall Horan, cântăreț și compozitor irlandez
- 16 septembrie: Metro Boomin (n. Leland Tyler Wayne), muzician american
- 20 septembrie: Julian Draxler, fotbalist german
- 21 septembrie: Ante Rebić, fotbalist croat (atacant)
- 27 septembrie: Monica Puig, jucătoare portoricană de tenis
- 29 septembrie: Oleh Verneaiev, sportiv ucrainean (gimnastică artistică)

### Octombrie
- 1 octombrie: Nako Mizusawa, actriță japoneză
- 2 octombrie: Michy Batshuayi, fotbalist belgian (atacant)
- 3 octombrie: Fidan Aliti, fotbalist albanez
- 4 octombrie: Nasser Chamed, fotbalist francez
- 4 octombrie: Alina Vuc, luptătoare română
- 7 octombrie: Rade Krunić, fotbalist bosniac
- 8 octombrie: Angus Turner Jones, actor american
- 8 octombrie: Garbiñe Muguruza Blanco, jucătoare spaniolă de tenis
- 8 octombrie: Barbara Palvin, model maghiar
- 10 octombrie: Vlad Dragoș Aicoboae, canotor român
- 14 octombrie: Gabriel Vasile Zaharia, Dumbrăvean
- 11 octombrie: Alexandra Mîrca, sportivă din R. Moldova
- 13 octombrie: Tiffany Trump, fiica lui Donald Trump și Marla Maples
- 16 octombrie: Caroline Garcia, jucătoare franceză de tenis
- 20 octombrie: Cătălin Carp, fotbalist din R. Moldova
- 23 octombrie: Fabinho (Fábio Henrique Tavares), fotbalist brazilian
- 26 octombrie: Pape N'Daw, fotbalist senegalez (atacant)
- 30 octombrie: Rareș Cucui, fotbalist român

### Noiembrie
- 1 noiembrie: Pabllo Vittar, cântăret, compozitor, drag queen și YouTuber brazilian
- 2 noiembrie: Kațiarina Andreieva, jurnalistă bielorusă
- 3 noiembrie: Martina Trevisan, jucătoare de tenis italiană
- 4 noiembrie: Max Kissaru, compozitor și producător muzical din Republica Moldova
- 5 noiembrie: George Martin Long, fotbalist britanic (portar)
- 5 noiembrie: George Long, fotbalist britanic
- 7 noiembrie: Claudiu Belu-Iordache, fotbalist român
- 10 noiembrie: Matej Mitrović, fotbalist croat
- 14 noiembrie: Samuel Umtiti, fotbalist francez
- 15 noiembrie: Paulo Bruno Dybala, fotbalist argentinian (atacant)
- 16 noiembrie: Nélson Cabral Semedo, fotbalist portughez
- 17 noiembrie: Richard Gomo Onduku, fotbalist nigerian (atacant)
- 19 noiembrie: Alexei Coșelev, fotbalist din R. Moldova (portar)
- 19 noiembrie: Nadine Schatzl, handbalistă maghiară
- 19 noiembrie: Alexei Coșelev, fotbalist moldovean
- 21 noiembrie: Jean Gavril, cântăreț român
- 22 noiembrie: Adèle Exarchopoulos, actriță franceză
- 22 noiembrie: Marc Soler, ciclist spaniol
- 24 noiembrie: Ivi Adamou, cântăreață cipriotă
- 24 noiembrie: Hande Erçel, actrița și model de origine turcă

### Decembrie
- 1 decembrie: Ionuț Alexandru Budișteanu, programator și inventator român, ambasador al turismului românesc
- 1 decembrie: Andrei Pătrănoiu, fotbalist român (atacant)
- 5 decembrie: Ross Barkley, fotbalist englez
- 5 decembrie: Luciano Dario Vietto, fotbalist argentinian (atacant)
- 8 decembrie: AnnaSophia Robb, actriță americană
- 10 decembrie: Philipp Schobesberger, fotbalist austriac
- 13 decembrie: Jurian Beat Crisis, cântăreață japoneză
- 13 decembrie: Andreea Stefanescu, sportivă italiană (gimnastică ritmică), de etnie română
- 13 decembrie: Danielle Collins, jucătoare de tenis americană
- 15 decembrie: Alina Eremia, cântăreață și actriță română
- 18 decembrie: Ana Porgras, gimnastă română
- 20 decembrie: Iana Egorian, scrimeră rusă
- 22 decembrie: Meghan Trainor, cantăreață, compozitoare și producătoare muzicală americană
- 23 decembrie: Eden, cântăreț, producător și compozitor irlandez de muzică elctronică
- 24 decembrie: Andrei-Cristian Manyur, fotbalist român (portar)
- 24 decembrie: Yuya Kubo, fotbalist japonez
- 25 decembrie: Stole Dimitrievski, fotbalist macedonean (portar)
- 27 decembrie: Naser Aliji, fotbalist albanez
- 29 decembrie: Constantin Bogdan, fotbalist din Republica Moldova

## Decese
- 1 ianuarie: Adolf Haimovici, matematician român (n. 1912)

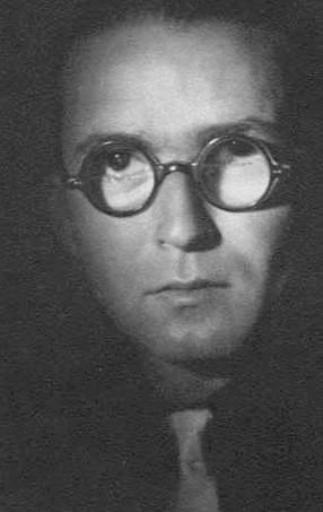
Ștefan Baciu, critic de artă, diplomat, memorialist, profesor universitar, traducător, ziarist, poet și eseist român stabilit în Statele Unite
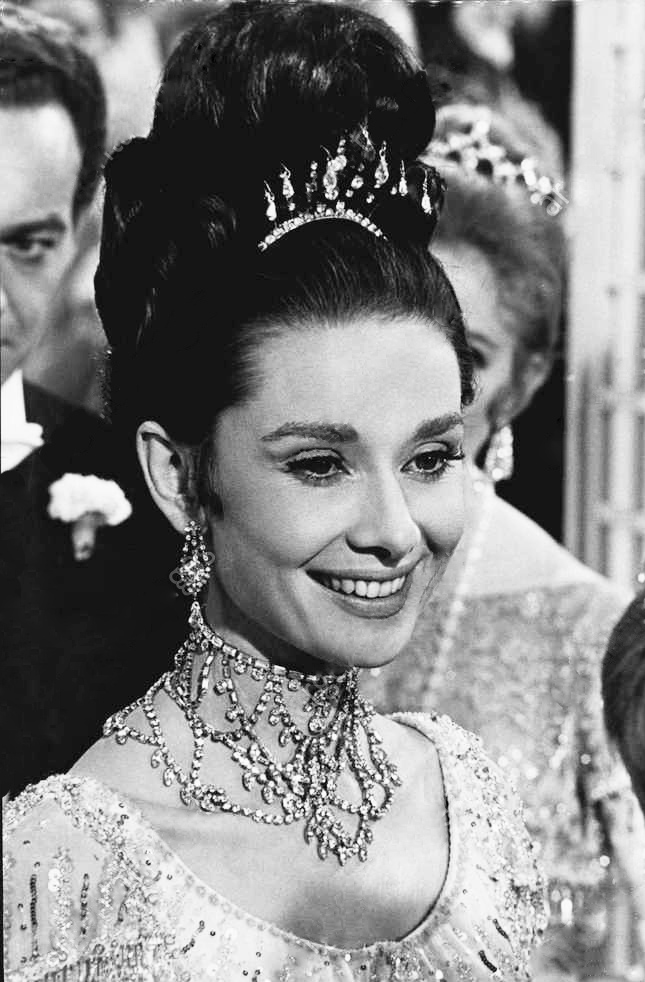
Audrey Hepburn, actriță britanică
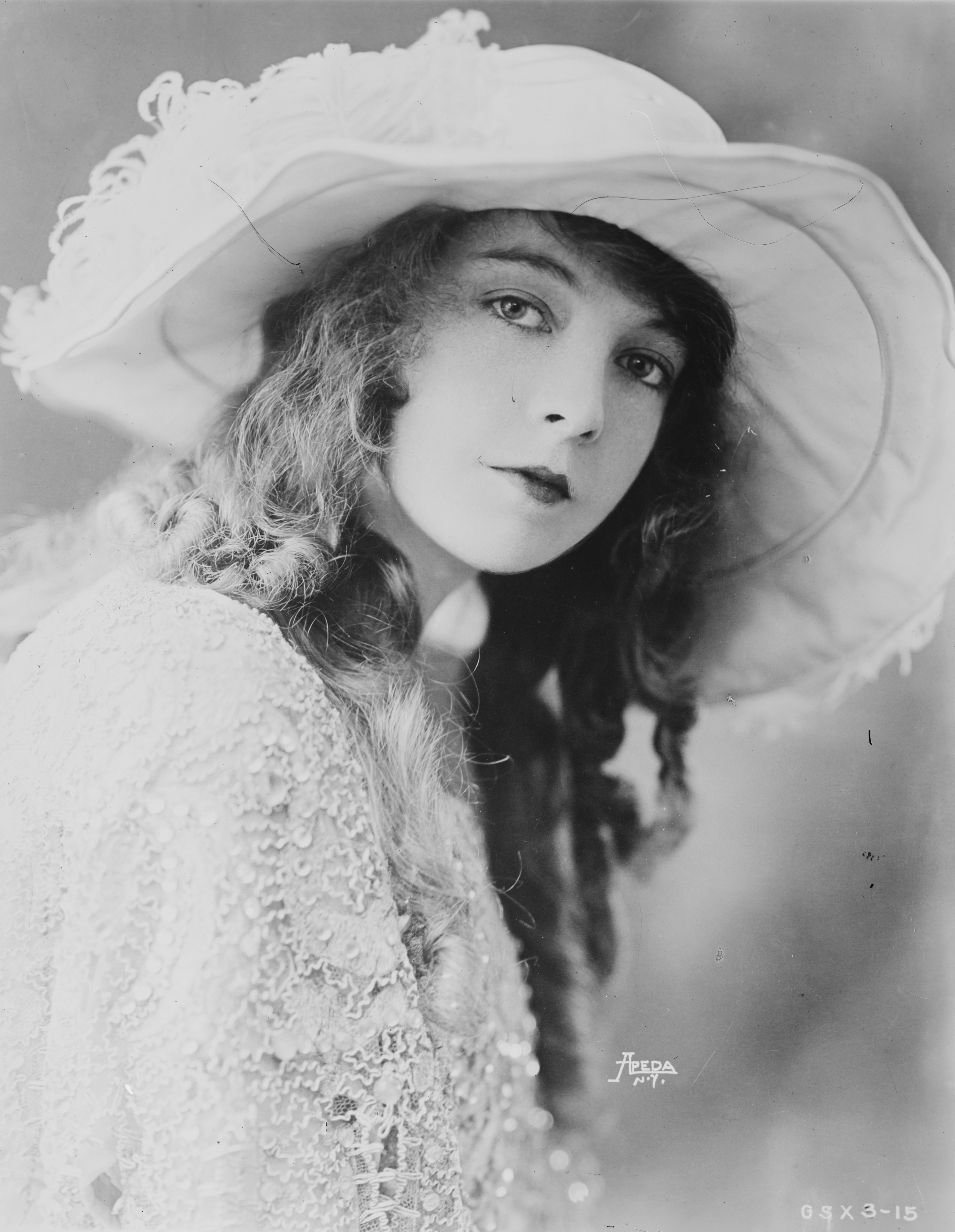
Lillian Gish, actriță americană de teatru și film

- 7 ianuarie: Ștefan Baciu, 74 ani, critic de artă, diplomat, memorialist, profesor universitar, traducător, ziarist, poet și eseist român stabilit în Statele Unite (n. 1918)
- 7 ianuarie: Sile Dinicu (Vasile Dinicu), 73 ani, compozitor, dirijor și pianist român (n. 1919)
- 9 ianuarie: Anton Crihan, 99 ani, avocat, autor, economist, politician, profesor și publicist român basarabean, membru al Sfatului Țării (n. 1893)
- 13 ianuarie: Edivaldo Martins Fonseca, fotbalist brazilian (n. 1962)
- 14 ianuarie: Victor Abens, 80 ani, politician luxemburghez (n. 1912)
- 16 ianuarie: Khachar (Rafik Khachatryan), 55 ani, sculptor armean (n. 1937)
- 17 ianuarie: Niculae Frânculescu, 67 ani, scriitor român (n. 1925)
- 17 ianuarie: Albert Hourani (Albert Habib Hourani), 77 ani, istoric britanic (n. 1915)
- 17 ianuarie: Vilmos Zombori, 87 ani, fotbalist român (portar), (n. 1906)
- 20 ianuarie: Mircea Gh. Degeratu, 92 ani, general de brigadă român (n. 1901)
- 20 ianuarie: Audrey Hepburn (n. Audrey Kathleen Ruston), 63 ani, actriță britanică de film (n. 1929)
- 20 ianuarie: Alexandra Indrieș (n. Gloria Barna), 57 ani, scriitoare română (n. 1936)
- 22 ianuarie: Kobo Abe (Kimifusa Abe), 68 ani, scriitor, fotograf și inventator japonez (n. 1924)
- 25 ianuarie: Hédi Nouira, 81 ani, politician tunisian (n. 1911)
- 26 ianuarie: Robert Jacobsen (n. Robert Julius Tommy Jacobsen), 80 ani, sculptor și pictor danez (n. 1912)
- 28 ianuarie: André the Giant, wrestler și actor francez (n. 1946)
- 30 ianuarie: Regina Alexandra a Iugoslaviei, 71 ani, soția ultimului rege al Iugoslaviei, Petru al II-lea (n. 1921)
- 1 februarie: Gregg G. Tallas (n. Grigόris Thalassinόs), 84 ani, regizor grec de film (n. 1909)

- 2 februarie: Michael Klein, 33 ani, fotbalist român (n. 1959)
- 3 februarie: Paul Emery, 76 ani, pilot britanic de Formula 1 (n. 1916)
- 5 februarie: Seán Flanagan, 71 ani, politician irlandez (n. 1922)
- 5 februarie: Hans Jonas, 89 ani, filosof german (n. 1903)
- 6 februarie: George Ciorănescu, 75 ani, poet, traducător și prozator român (n. 1918)
- 6 februarie: Dan Constantinescu, 61 ani, compozitor român (n. 1931)
- 6 februarie: Ion Negoițescu, 71 ani, poet, eseist, critic și istoric literar român (n. 1921)
- 11 februarie: Desanka Maksimović, 94 ani, poetă sârbă (n. 1898)
- 16 februarie: Amos Guttman, 38 ani, regizor de film, israelian (n. 1954)
- 20 februarie: Ferruccio Lamborghini, industriaș italian, fondator Automobili Lamborghini (n. 1916)
- 23 februarie: Phillip Terry (n. Frederick Henry Kormann), 83 ani, actor american (n. 1909)
- 25 februarie: Rene-Radu Policrat, 82 ani, politician român (n. 1910)
- 25 februarie: Rene-Radu Policrat, politician român (n. 1910)
- 27 februarie: Lillian Gish (n. Lillian Diana De Guiche), 99 ani, actriță americană de teatru și film (n. 1893)
- 28 februarie: Ishirō Honda, 81 ani, regizor japonez (n. 1911)
- 4 martie: Anšlavs Eglītis, 86 ani, scriitor, pictor și jurnalist leton (n. 1906)
- 8 martie: Wilhelm Georg Berger, 64 ani, compozitor român (n. 1929)
- 16 martie: Chishū Ryū, 88 ani, actor japonez (n. 1904)
- 17 martie: Constantin Anton, 98 ani, general român (n. 1894)
- 17 martie: Helen Hayes, 92 ani, actriță americană (n. 1900)
- 18 martie: Ionel Jianu, 87 ani, critic de artă și eseist român (n. 1905)
- 19 martie: Mark Hughes, 60 ani, politician britanic (n. 1932)
- 19 martie: Jacques Madaule, 94 ani, scriitor francez (n. 1898)
- 20 martie: Polykarp Kusch, 82 ani, fizician german, laureat al Premiului Nobel (1955), (n. 1911)
- 25 martie: Bogdan Istru (n. Ion Bădărău), 78 ani, poet român (n. 1914)
- 26 martie: Jean David, 85 ani, pictor israelian (n. 1908)
- 28 martie: Victor Felea, 69 ani, scriitor român (n. 1923)
- 28 martie: Miklós Horthy, Jr., 86 ani, politician maghiar (n. 1907)
- 30 martie: Eugen Drăguțescu, 79 ani, pictor român (n. 1914)

- 30 martie: Edgar Papu (n. Edgard I. Pappu), 84 ani, eseist și critic literar român, membru post-mortem al Academiei Române (n. 1908)
- 31 martie: Brandon Lee, 28 ani, artist de arte marțiale și actor american (n. 1965)

- 1 aprilie: Juan de Bourbon (n. Juan de Borbón y Battenberg), 79 ani, șeful Casei Regale Spaniole în exil (n. 1913)
- 4 aprilie: Vintilă Horia (n. Vintilă Caftangioglu), 76 ani, romancier, poet și eseist român (n. 1915)
- 7 aprilie: Renzo Modesti, 72 ani, poet italian (n. 1920)
- 13 aprilie: Francisc Munteanu, 69 ani, regizor român (n. 1924)
- 13 aprilie: Rudolf Wetzer, 92 ani, fotbalist român (n. 1901)
- 17 aprilie: Turgut Özal (Halil Turgut Özal), 65 ani, politician turc (n. 1927)
- 18 aprilie: Dumitru Dogaru, 85 ani, profesor român (n. 1907)
- 21 aprilie: Nicolae Chirilovici, 82 ani, pictor român (n. 1910)
- 27 aprilie: Ilie Oană, 74 ani, fotbalist român (n. 1918)
- 30 aprilie: Norvela Forster, 61 ani, politiciană britanică (n. 1931)

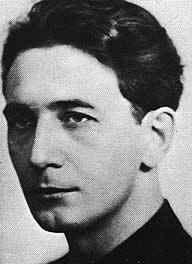
Horia Sima, politician român, lider al Mișcării Legionare în timpul celui de-Al Doilea Război Mondial
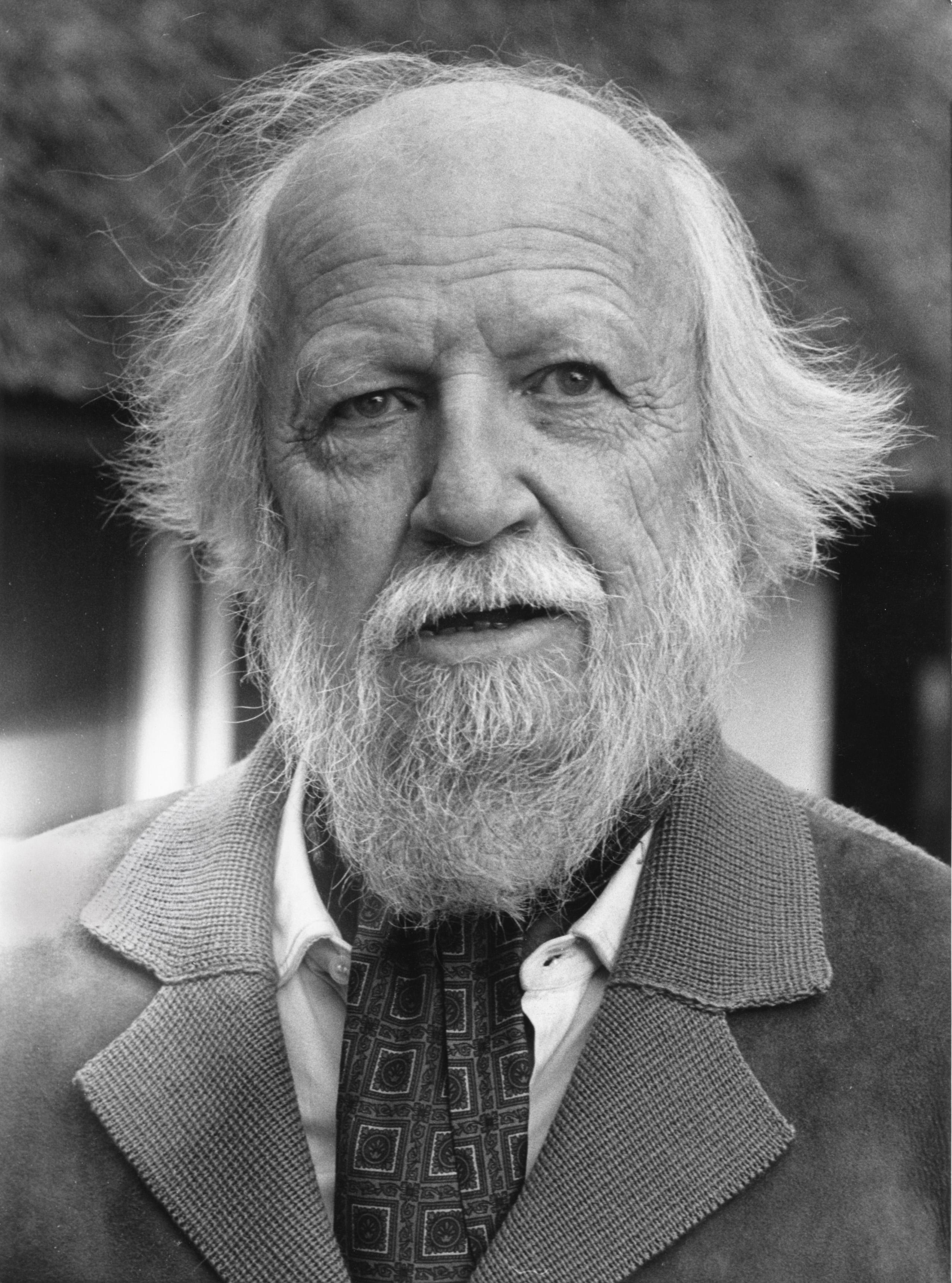
William Golding, romancier britanic, laureat al Premiului Nobel
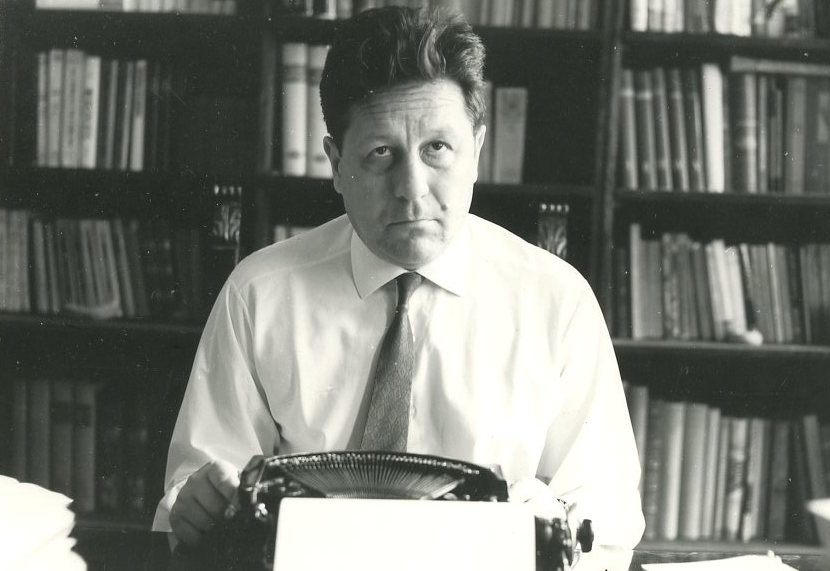
Eugen Barbu, scriitor român
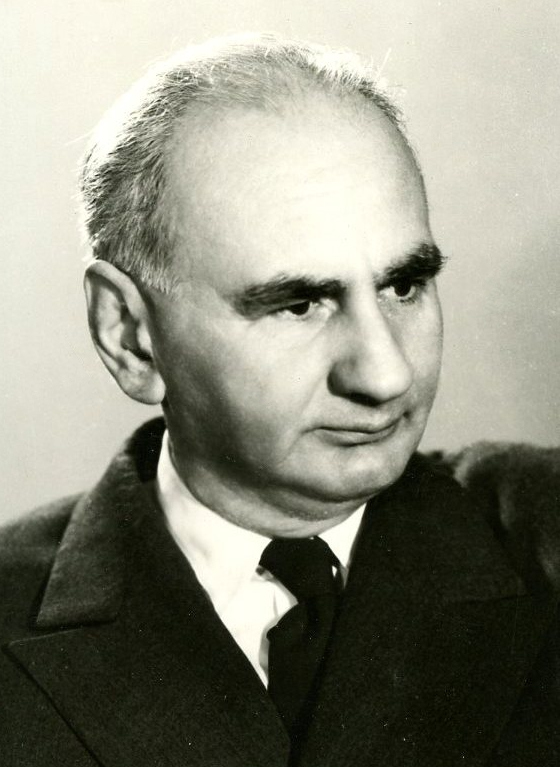
Geo Bogza, scriitor, jurnalist și poet român

- 1 mai: Pierre Bérégovoy, 67 ani, politician francez (n. 1925)
- 5 mai: Irving Howe, 72 ani, istoric american (n. 1920)
- 5 mai: Antal Jakab, 84 ani, arhiepiscop de Alba Iulia (n. 1909)
- 12 mai: Ion Banu, 79 ani, filosof român (n. 1913)
- 12 mai: Teodor Bârcă, 98 ani, politician român (n. 1894)
- 22 mai: Mieczysław Horszowski, 100 ani, muzician polonez (n. 1892)
- 24 mai: Tibor Cseres (n. Tibor Portik Cseres), 78 ani, scriitor maghiar (n. 1915)

- 25 mai: Horia Sima, 86 ani, politician român, comandantul Mișcării Legionare în timpul celui de-Al Doilea Război Mondial (n. 1906)
- 26 mai: Ecaterina Olimpia Caradja (n. Ecaterina Olimpia Crețulescu), 100 ani, aristocrată și filantroapă română (n. 1893)
- 26 mai: Kimon Friar, scriitor american (n. 1911)
- 31 mai: Gheorghe Cioară, politician român (n. 1924)
- 2 iunie: Tahar Djaout, 39 ani, scriitor algerian (n. 1954)
- 10 iunie: Francis Ebejer, 67 ani, scriitor maltez (n. 1925)
- 12 iunie: Ivan Potrč, 80 ani, scriitor sloven (n. 1913)

- 15 iunie: James Hunt (James Simon Wallis Hunt), 45 ani, pilot britanic de Formula 1 (n. 1947)
- 18 iunie: Jean Cau, scriitor francez (n. 1925)
- 19 iunie: William Golding (n. William Gerald Golding), 81 ani, romancier britanic, laureat al Premiului Nobel (1983), (n. 1911)
- 22 iunie: Pat Nixon, 81 ani, prima doamna a Statele Unite ale Americii (n.1912)
- 23 iunie: Zdeněk Kopal, 79 ani, astronom ceh (n. 1914)
- 24 iunie: George-Ioan Beșe, 71 ani, politician român (n. 1922)
- 7 iulie: Rıfat Ilgaz, scriitor turc (n. 1911)
- 7 iulie: Aleks Buda, istoric albanez (n. 1910)

- 8 iulie: Călin Nemeș (Călin Alexandru Nemeș), 33 ani, actor român (n. 1960)
- 10 iulie: Masuji Ibuse, scriitor japonez (n. 1898)
- 14 iulie: Léo Ferré (Léo Albert Charles Antoine Ferré), 76 ani, poet, muzician și cântăreț franco-monegasc (n. 1916)
- 15 iulie: Clarence Zener, fizician american (n. 1905)
- 18 iulie: Jean Negulesco (n. Ioan Negulescu), 93 ani, pictor, regizor, scenarist și producător de filme american de origine română (n. 1900)
- 18 iulie: Nicolae Lungu, compozitor român (n. 1900)
- 26 iulie: Nell Cobar, 77 ani, regizor român de filme de animație (Mihaela), de etnie evreiască (n. 1915)
- 29 iulie: Nicolai Costenco, scriitor moldovean (n. 1913)
- 31 iulie: Baudouin I rege al Belgiei (n. Baldwin Albert Charles Leopold Axel Maria Gustaf), 62 ani (n. 1930)
- 31 iulie: Lenore Aubert, actriță slovenă (n. 1918)
- 9 august: Ion Vatamanu, 56 ani, politician, doctor în chimie, poet și publicist din R. Moldova (n. 1937)

- 10 august: Øystein Aarseth, 25 ani, muzician și chitarist norvegian (Mayhem), (n. 1968)
- 16 august: Stewart Granger (n. James Leblanche Stewart), 80 ani, actor britanic (n. 1913)
- 23 august: Charles Scorsese (Luciano Charles Scorsese), 80 ani, actor american (n. 1913)
- 5 septembrie: Maria Apostol, 39 ani, interpretă română de muzică populară din zona Olteniei (n. 1954)

- 7 septembrie: Eugen Barbu, 69 ani, scriitor român (n. 1924)
- 12 septembrie: Raymond Burr (Raymond William Stacy Burr), 76 ani, actor canadian (n. 1917)
- 14 septembrie: Geo Bogza, 85 ani, scriitor, jurnalist și poet român, membru titular al Academiei Române (n. 1908)
- 16 septembrie: Silvia Popovici, 60 ani, actriță română (n. 1933)
- 17 septembrie: József Pataki, 84 ani, istoric maghiar (n. 1908)
- 22 septembrie: Walter Kubilius, 74 ani, scriitor american de literatură SF (n. 1918)
- 26 septembrie: Coloman Maioreanu, 82 ani, economist român (n. 1911)
- 28 septembrie: Dumitru Pavlovici, 81 ani, fotbalist român (n. 1912)
- 29 septembrie: Gordon Douglas, regizor de film american (n. 1907)

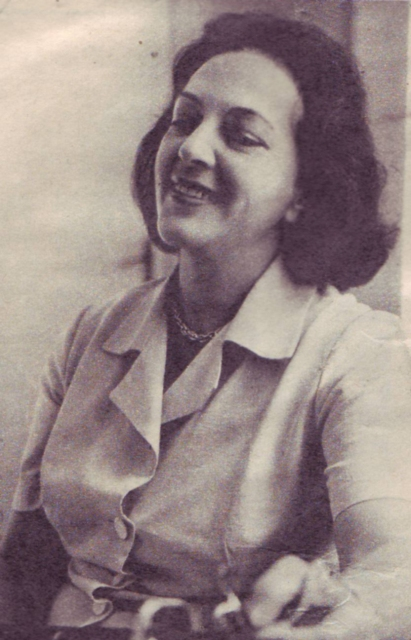
Irina Răchițeanu-Șirianu, actriță română
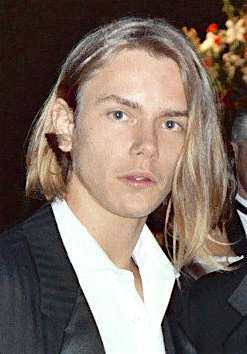
River Phoenix, actor, muzician și activist american
Ioan Luchian Mihalea, compozitor și dirijor român
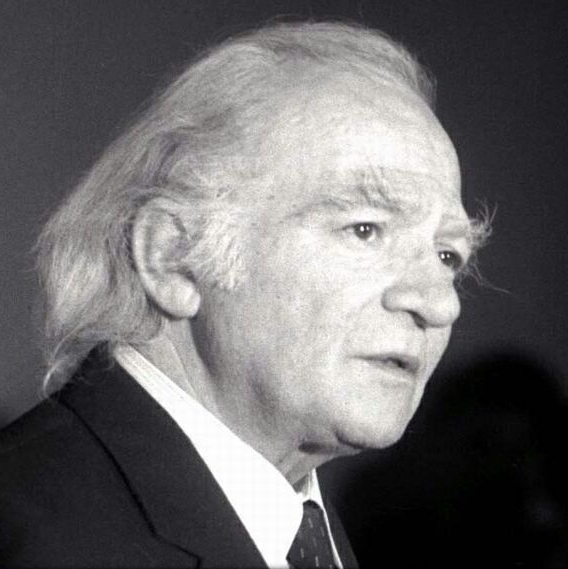
Gheorghe Cozorici, actor român de teatru și film

- 1 octombrie: Irina Răchițeanu-Șirianu (n. Irina Răchițeanu), 73 ani, actriță română (n. 1920)
- 1 octombrie: Teofil Vâlcu, 61 ani, actor român de teatru și film (n. 1931)
- 5 octombrie: Dumitru Stăniloae, 89 ani, preot, teolog și profesor universitar român (n. 1903)
- 7 octombrie: Cyril Cusack, 82 ani, actor irlandez (n. 1910)
- 12 octombrie: Mircea David, 78 ani, fotbalist român (n. 1914)
- 12 octombrie: Mircea David, fotbalist român (n. 1914)
- 16 octombrie: Flora Nwapa (Florence Nwanzuruahu Nkiru Nwapa), 62 ani, scriitoare nigeriană (n. 1931)
- 21 octombrie: Stefan Zoller, 79 ani, handbalist român (n. 1914)
- 25 octombrie: Vincent Price (Vincent Leonard Price, Jr.), 82 ani, actor american (n. 1911)
- 31 octombrie: Federico Fellini, 73 ani, regizor și scenarist italian (n. 1920)
- 31 octombrie: River Phoenix (n. River Jude Bottom), 23 ani, actor, muzician și activist american (n. 1970)
- 1 noiembrie: Mihai Drăgan, 55 ani, critic literar român (n. 1937)
- 3 noiembrie: William Lanteau, actor american (n. 1922)
- 6 noiembrie: Alexandru Piru, 76 ani, critic literar român (n. 1917)
- 7 noiembrie: Andrei Tihonov, 87 ani, academician, matematician și geofizician sovietic (n. 1906)
- 7 noiembrie: Andrei Tihonov, academician sovietic, matematician și geofizician (n. 1906)
- 9 noiembrie: Efim Cebotari, politician sovietic (n. 1923)
- 12 noiembrie: Anna Sten, actriță americană originară din Ucraina (n. 1908)
- 14 noiembrie: Cornel Onescu, 73 ani, politician român (n. 1920)
- 15 noiembrie: Virgil Vătășianu, 91 ani, istoric de artă român (n. 1902)

- 22 noiembrie: Anthony Burgess (n. John Burgess Wilson), 76 ani, romancier și critic britanic (n. 1917)
- 29 noiembrie: Ioan Luchian Mihalea, 42 ani, compozitor și dirijor român (n. 1951)
- 30 noiembrie: Radu Portocală, 78 ani, medic virusolog și cercetător român (n. 1915)
- 30 noiembrie: Radu Portocală, medic și cercetător (n. 1915)
- 1 decembrie: Ray Gillen (Raymond Arthur Gillen), 34 ani, cântăreț american (Black Sabbath), (n. 1959)
- 2 decembrie: Pablo Escobar, traficant de droguri columbian (n. 1949)
- 2 decembrie: Ion Monoran, poet român (n. 1953)

- 4 decembrie: Frank Zappa (n. Frank Vincent Zappa), 52 ani, chitarist și compozitor american (n. 1940)
- 6 decembrie: Don Ameche (Dominic Felix Ameche), 85 ani, actor american (n. 1908)
- 6 decembrie: Rita Macedo (María de la Concepción Macedo Guzmán), 68 ani, actriță mexicană (n. 1925)
- 7 decembrie: Wolfgang Paul, 80 ani, fizician german, laureat al Premiului Nobel (1989), (n. 1913)
- 10 decembrie: Mária Egry, 79 ani, actriță maghiară (n. 1914)
- 11 decembrie: Elvira Popescu (Elvira Popesco), 99 ani, actriță franceză de origine română (n. 1894)
- 12 decembrie: Alexandru Drăghici, 80 ani, comunist român (n. 1913)
- 14 decembrie: Myrna Loy, actriță americană (n. 1905)
- 16 decembrie: Ovidiu Constantinescu, 79 ani, scriitor român (n. 1914)
- 16 decembrie: Kakuei Tanaka, 75 ani, politician japonez, prim-ministru (1972-1974), (n. 1918)
- 16 decembrie: Ovidiu Constantinescu, scriitor român (n. 1914)
- 17 decembrie: Mirza Ibrahimov, 82 ani, scriitor azer (n. 1911)
- 18 decembrie: Gheorghe Cozorici, 60 ani, actor român de film și teatru (n. 1933)
- 18 decembrie: Florin Scărlătescu, actor român (n. 1929)
- 27 decembrie: Manole Auneanu, 58 ani, scriitor român (n. 1935)
- 30 decembrie: Mihail Lidov, 67 ani, astronom sovietic specializat în mecanica cerească (n. 1926)
- 31 decembrie: Zviad Gamsakhurdia, politician georgian (n. 1939)

## Premii Nobel
- Fizică: Russell A. Hulse (SUA), Joseph H. Taylor, jr (SUA)
- Chimie: Kary B. Mullis (SUA), Michael Smith (Canada)
- Medicină: Richard J. Roberts, Phillip A. Sharp (SUA)
- Literatură: Toni Morrison (SUA)
- Pace: Nelson Mandela, Frederik Willem de Klerk (Africa de Sud)